# Corpi Santi di Pavia
I Corpi Santi di Pavia erano un comune autonomo istituito nel 1757 comprendente le cascine e i borghi agricoli che si trovavano attorno alla città di Pavia, appena oltre i suoi bastioni. Uniti in un primo tempo a Pavia nel 1805 durante il periodo dell'invasione francese, ma repentinamente ripristinati nel 1816 col ritorno degli austriaci, vennero annessi in via definitiva al Comune di Pavia nel 1883.

## Storia
Per secoli le cascine appena fuori le mura della città di Pavia erano state poste in una condizione amministrativa anomala, essendo soggette alla città ma rappresentati separatamente da una congregazione con un proprio commissario e un cancelliere per il riparto dei carichi fiscali.
La riforma amministrativa di stampo illuministico dell'imperatrice Maria Teresa, finalizzata alla standardizzazione del governo locale, risolse l'antica anomalia costituendo i Corpi Santi in comune a pieno titolo, incluso con il capoluogo nella prima delegazione della provincia. L'invasione francese comportò l'unione del comune con la città nel 1805, ma il provvedimento fu revocato dagli austriaci al loro ritorno nel 1816.
A metà dell'Ottocento la popolazione era attestata sulle tremila unità. Nel 1870 fu unita al comune la frazione di Cà de' Tedioli, la quale fu di nuovo separata nel 1883 in occasione della definitiva soppressione dei Corpi Santi annessi a Pavia con regio decreto n.1476 del 21 giugno quando tutto il comune fu unito a Pavia, tranne Cà de' Tedioli che passò al comune di Fossarmato.